# أنطونيو بالافوكس
أنطونيو بالافوكس (بالإسبانية: Antonio Palafox)‏ مواليد 28 أبريل 1936 في غوادالاخارا، هو لاعب كرة مضرب مكسيكي. هو أحد أبطال الجراند سلام حيث فاز مرة بلقب الزوجي في بطولة أمريكا ومرة بلقب الزوجي في بطولة ويمبلدون.

## بطولات حققها
- بطولة ويمبلدون
- بطولة أمريكا المفتوحة للتنس

## النهائيات

### الزوجي (الألقاب 2, الوصافة 2)
| الحصيلة | السنة | البطولة                     | الشريك         | المنافس في النهائي          | النتيجة في النهائي        |
| ------- | ----- | --------------------------- | -------------- | --------------------------- | ------------------------- |
| الوصافة | 1961  | بطولة أمريكا المفتوحة للتنس | رافائيل أوسونا | تشاك ماكينلي دينيس رالستون  | 3–6, 4–6, 6–2, 11–13      |
| الفوز   | 1962  | بطولة أمريكا المفتوحة للتنس | رافائيل أوسونا | تشاك ماكينلي دينيس رالستون  | 6–4, 10–12, 1–6, 9–7, 6–3 |
| الفوز   | 1963  | ويمبلدون                    | رافائيل أوسونا | جان كلود باركلي بيير دارمون | 4–6, 6–2, 6–2, 6–2        |
| الوصافة | 1963  | بطولة أمريكا المفتوحة للتنس | رافائيل أوسونا | تشاك ماكينلي دينيس رالستون  | 7–9, 6–4, 7–5, 3–6, 9–11  |

### الزوجي المختلط (الوصافة 1)
| الحصيلة | السنة | البطولة                     | الشريك      | المنافس في النهائي              | النتيجة في النهائي |
| ------- | ----- | --------------------------- | ----------- | ------------------------------- | ------------------ |
| الوصافة | 1960  | بطولة أمريكا المفتوحة للتنس | ماريا بوينو | مارجريت أوزبورن دوبون نيل فريزر | 3–6, 2–6           |

## الميداليات
| الميدالية | المسابقة                    |
| --------- | --------------------------- |
| ذهبية     | دورة الألعاب الأمريكية 1959 |

## روابط خارجية
- أنطونيو بالافوكس على موقع رابطة محترفي التنس (الإنجليزية)
- أنطونيو بالافوكس على موقع الاتحاد الدولي لكرة المضرب (الإنجليزية)
- أنطونيو بالافوكس على موقع كأس ديفيز (الإنجليزية)
- أنطونيو بالافوكس على موقع أرشيف التنس.كوم (الإنجليزية)
- أنطونيو بالافوكس على موقع خلاصة التنس.كوم (الإنجليزية)